# Kleiner Schnabelwal
Der Kleine Schnabelwal (Berardius minimus) ist eine kleine Walart aus der Familie der Schnabelwale (Ziphiidae), die im nördlichen Pazifik von den Küsten Japans über die Kurilen, die Aleuten und an der nordamerikanischen Pazifikküste entlang südlich bis Niederkalifornien vorkommt. Das Verbreitungsgebiet schließt auch das Japanische Meer, den Süden des Ochotskischen Meeres und das südliche Beringmeer ein. Wie weit es im zentralen nördlichen Pazifik nach Süden reicht ist bisher unbekannt.
Der Kleine Schnabelwal wurde erst im Jahr 2019 erstmals wissenschaftlich beschrieben. Vorher hielt man die Art für eine kleinere, schwarz gefärbte Form des Baird-Wals (B. bairdii). Erste Hinweise auf einen eigenständigen Artstatus der kleineren, schwarz gefärbte Form ergab ein Vergleich der mitochondrialen DNA, der im Jahr 2016 publiziert wurde.

## Merkmale
Der Kleine Schnabelwal erreicht eine Maximallänge von 6,9 Metern und ist damit deutlich kleiner als die beiden anderen Arten der Gattung Berardius, der Baird-Wal, der eine Länge von 13 Metern erreichen kann, und der Südliche Schwarzwal (B. arnuxii), der acht bis zehn Meter lang wird. Der Körper von Berardius minimus ist mehr spindelförmig als der Körper der zwei anderen Schwarzwalarten. Das äußere Erscheinungsbild ist vor allem durch ein ausgewachsenes männliches Exemplar bekannt, das am 10. November 2012 bei Sarufutsu, einem Dorf auf der japanischen Insel Hokkaidō, gestrandet ist. Bis auf einen kleinen weißen Fleck an der Schnauze und zahlreiche verheilte, weißliche Narben, die von intraspezifischen Aggressionen oder von Bissen des Zigarrenhais (Isistius brasiliensis) verursacht wurden, war das Tier völlig schwarz. Der Baird-Wal ist dagegen schiefergrau gefärbt und der Südliche Schwarzwal ist schwärzlich bis hellgrau. Wie alle Schnabelwale hat der Kleine Schnabelwal einen schmalen, auffallend kurzen und geraden Schnabel. Die Schnabellänge beträgt nur 4 % der Körperlänge. Die Flipper (Brustflossen der Wale) sind relativ klein und erreichen eine Länge von 7,7 bis 13,4 % der Körperlänge. Auch die Finne (Rückenflosse) ist mit einer Höhe, die im Schnitt nur 3,7 % der Körperlänge beträgt sehr klein. 70 % der Körperlänge liegen vor der Finne. Die Fluke hat an ihrem hinteren Rand keine mittige Einbuchtung. Das halbmondförmige Blasloch öffnet sich nach hinten.

## Belege
1. 1 2 3  Tadasu K. Yamada, Shino Kitamura, Syuiti Abe, Yuko Tajima, Ayaka Matsuda, James G. Mead and Takashi F. Matsuishi. 2019. Description of A New Species of Beaked Whale (Berardius) found in the North Pacific. Scientific Reports. 9: 12723. online
2. ↑  Phillip A. Morin, C. Scott Baker, Reid S. Brewer, Alexander M. Burdin, Merel L. Dalebout, James P. Dines, Ivan Fedutin, Olga Filatova, Erich Hoyt, Jean-Luc Jung, Morgane Lauf, Charles W. Potter, Gaetan Richard, Michelle Ridgway, Kelly M. Robertson, Paul R. Wade. Genetic structure of the beaked whale genus Berardius in the North Pacific, with genetic evidence for a new species. Marine Mammal Science, 2016; DOI: 10.1111/mms.12345